# Невель (город, Германия)
Невель (нем. Newel) — община в Германии, в земле Рейнланд-Пфальц.
Входит в состав района Трир-Саарбург. Подчиняется управлению Трир-Ланд. Население составляет 2890 человек (на 31 декабря 2010 года). Занимает площадь 16,65 км².
Город подразделяется на 4 городских района.